# Стране под Татрами
Стране под Татрами (словац. Stráne pod Tatrami) — село в Словаччині, Кежмарському окрузі Пряшівського краю. Розташоване на півночі східної Словаччини в центральній частині Попрадської угловини на південно—східному підніжжі Високих Татр.
В селі є римо-католицький костел свв. Петра і Павла з 15 століття року.

## Історія
Вперше село згадується у 1438 році.

## Населення
| Рік:            | 1993 | 2003     | 2013     | 2023    |
| --------------- | ---- | -------- | -------- | ------- |
| Кількість осіб: | 852  | 1242     | 2255     | 2464    |
| Різниця:        |      | +45,77 % | +81,56 % | +9,26 % |

| Рік:            | 2022 | 2023    |
| --------------- | ---- | ------- |
| Кількість осіб: | 2406 | 2464    |
| Різниця:        |      | +2,41 % |

В селі проживає 1629 осіб.
Національний склад населення (за даними останнього перепису населення — 2001 року):
- словаки — 78,12 %
- цигани — 20,31 %
- німці — 0,26 %
- русини — 0,09 %

Склад населення за приналежністю до релігії станом на 2001 рік:
- римо-католики — 93,29 %,
- протестанти — 1,83 %,
- греко-католики — 1,05 %,
- не вважають себе віруючими або не належать до жодної вищезгаданої церкви — 3,83 %

## Відомі люди
Народилися
- Никодим Крет (1912—1983) — словацький церковний діяч, священник-василіянин, доктор богослов'я, єпископ підпільної Церкви.